# Кая, Халиль
Халиль Кая (тур. Halil Kaya; 1920, Турция — 4 июля 2000 года) — турецкий борец греко-римского стиля, бронзовый призёр Олимпийских игр, серебряный призёр чемпионата мира.

## Биография
На Летних Олимпийских играх 1948 года в Лондоне боролся в легчайшем весе (до 57 килограммов). По регламенту турнира борец получал в схватках штрафные баллы. Набравший 5 штрафных баллов спортсмен выбывал из турнира. В легчайшем весе борьбу вели 13 борцов.
К четвёртому кругу на медали претендовали пять борцов, из них двое, в том числе и Халиль Кая, находились на третьем месте с равными штрафными баллами. После четвёртого круга был на втором месте, так как по жребию его пропустил, и двое борцов в нём отсеялись. В пятом круге уступил Махмуду Хассану, и перебрав штрафных баллов, из турнира выбыл, но с бронзовой медалью олимпийских игр. 
| Выступление на Олимпийских играх 1948 года | Выступление на Олимпийских играх 1948 года | Выступление на Олимпийских играх 1948 года | Выступление на Олимпийских играх 1948 года | Выступление на Олимпийских играх 1948 года | Выступление на Олимпийских играх 1948 года | Выступление на Олимпийских играх 1948 года |
| Круг                                       | Соперник                                   | Страна                                     | Результат                                  | Баллы                                      | Всего баллов                               | Время схватки                              |
| ------------------------------------------ | ------------------------------------------ | ------------------------------------------ | ------------------------------------------ | ------------------------------------------ | ------------------------------------------ | ------------------------------------------ |
| 1                                          | Хесус Арензана                             | Франция                                    | Победа Туше                                | 0                                          | 0                                          | 12:01                                      |
| 2                                          | Николаос Бирис                             | Греция                                     | Победа Туше                                | 0                                          | 0                                          | 13:55                                      |
| 3                                          | Лайош Бенсе                                | Венгрия                                    | Поражение По очкам                         | 0-3 -3                                     | -3                                         |                                            |
| 4                                          |                                            |                                            |                                            | 0                                          | -3                                         |                                            |
| 5                                          | Махмуд Хассан                              | Египет                                     | Поражение По очкам                         | 0-3 -3                                     | -6                                         |                                            |

В 1950 году был вице-чемпионом мира, вновь уступив Махмуду Хассану.